# Артуро Видал
Артуро Еразмо Видал Пардо (шп. Arturo Erasmo Vidal Pardo; Сантијаго, 22. мај 1987) професионални је чилеански фудбалер који тренутно наступа у бразилској Серији А за Атлетико Паранаинсе и репрезентацију Чилеа. Игра на позицији везног играча.
Каријеру је почео у чилеанском клубу Коло Коло, након чега је 2007. године прешао у Бајер Леверкузен, за 11 милиона евра. Године 2011, прешао је у редове шампиона Италије, Јувентуса, за 12,5 милиона евра. Са Јувентусом је играо у Лиги шампиона све четири сезоне, а у сезони 2014/15. играо је финале Лиге шампиона и постао је признат као један од најбољих везних фудбалера на свијету. Проглашен је за најбољег фудбалера Јувентуса за сезону 2012/13; док се нашао у идеалном тиму Серије А за сезоне 2012/13 и 2013/14.
Године 2015, вратио се у Бундеслигу; прешао је у Бајерн Минхен за 37 милиона евра. Са Бајерном је освојио три титуле првака Немачке, а нашао се у идеалном тиму Бундеслиге за сезону 2015/16. У августу 2018. године, прешао је у Барселону. У септембру 2020. године, прешао је у редове италијанског Интера.
За репрезентацију Чилеа дебитовао је 2007. године. Наступао је Копа Америци 2011, а затим и 2015 и 2016, гдје је Чиле освојио две титуле. Наступао је на Светском првенству 2010 и 2014, као и на Купу конфедерација 2017, гдје је Чиле освојио друго место.

## Ранији живот
Видал је рођен у Сан Хоакину, радничком предграђу Сантијага као друго од шесторо деце. Артуров таленат открио је његов ујак и он се прикључио млађим узрастима једног од највећих чилеанских клубова, Коло-Колоа.

## Клупска каријера

### Коло-Коло
Видал је свој први професионални наступ забележио за Коло-Коло против вечитог ривала Универсидад де Чилеа, Коло-Коло је победио 2-1 и освојио првенство. Следеће сезоне постао је важан играч Коло-Колоа и помогао је свом клубу у освајању другог узастопног првенства. У Купу Судамерикана 2006. Видал је постигао три поготка. Својим добрим играма привукао је пажњу неколико европских клубова.

### Бајер Леверкузен
У лето 2007. године Видал је напустио Коло-Коло и прешао у немачки Бајер Леверкузен. Бајер је Артура платио 11.000.000 евра. Тим трансфером Видал је постао најскупљи играч купљен из Коло-Колоа, а претходни рекорд је држао Матијас Фернандез којег је Виљареал платио 9.000.000 евра.
Видал је због повреде пропустио прву утакмицу сезоне, али се убрзо опоравио па је 19. августа 2007. против Хамбурга у гостујућем поразу по први пут почео утакмицу од почетка. Након само три утакмице за Бајер постигао је и свој први погодак. Имао је кључну улогу 2008/09. сезоне када је Бајер стигао до финала немачког купа. 8. марта 2009. против Бохума добио је потрес мозга па је пропустио месец дана са терена. Након повратка постигао је погодак у полуфиналној утакмици немачког купа против Мајнца коју је Бајер победио 4-1.
Сезона 2010/11. била је последња Видалу у дресу Бајер Леверкузен. Помогао је клубу да буде други у Бундеслиги и био је главни клупски асистент са 11 асистенција те сезоне што је био други најбољи резултат у лиги. Постигао је и два поготка у Лиги Европе.

### Јувентус
Након добре сезоне у Бајеру, Видал се повезивао са неколико клубова укључујући и Бајеровог ривала, Бајерн Минхен. 22. јула 2011. Артуро се прикључио италијанском гиганту Јувентусу који је за њега платио Бајеру 12.500.000 евра.
За Јувентус је дебитовао у првој утакмици нове сезоне против Парме. Ушао је у другом полувремену као замена за Алесандра Дел Пјера и након само шест минута у игри постигао свој први погодак у црно-белом дресу у победи Јувентуса 4-1. Након неколико утакмица изборио је место у почетном саставу код тренера Антонија Контеа и почео да сарађује за Андреом Пирлом и Клаудиом Маркизиом у везном реду.
Занимљиво да је у својој првој сезони у дресу Јувентуса Видал носио број 22, а доласком Квадва Асамое следећег лета узео је број 23, док је Асамоа добио 22.

## Репрезентативна каријера
Видал је за Чиле наступао на У-20 јужноамеричком првенству 2007. године.
За сениорску репрезентацију Чилеа дебитовао је у пријатељској утакмици против Венецуеле у победи 1-0. Под вођством Марсела Бијелсе постао је стандардни репрезентативац и наступао је у квалификацијама за светско првенство 2010. године у Јужноафричкој републици где је забележио 11 наступа уз један постигнути погодак. Позван је за исто светско првенство уз још 22 играча.

## Трофеји

### Клупски
Коло Коло
- Првенство Чилеа (3) : 2006. (Апертура), 2006. (Клаусура), 2007. (Апертура)

Јувентус
- Првенство Италије (4) : 2011/12, 2012/13, 2013/14. и 2014/15.
- Куп Италије (1) : 2014/15.
- Суперкуп Италије (2) : 2012. и 2013.
- Лига шампиона : финале 2014/15.

Бајерн Минхен
- Првенство Немачке (3) : 2015/16, 2016/17, 2017/18.
- Куп Немачке (1) : 2015/16.
- Суперкуп Немачке (2) : 2016, 2017.

Барселона
- Првенство Шпаније (1) : 2018/19.
- Суперкуп Шпаније (1) : 2018.

Интер
- Серија А (1) : 2020/21.
- Куп Италије (1) : 2021/22.
- Суперкуп Италије (1) : 2021.

### Репрезентативни
- Копа Америка (2) : 2015, 2016.